# Jacob Matschenz
Jacob Matschenz (* 1984 Berlín) je německý herec.
S herectvím začal na počátku roku 2000 a svou průlomovou roli měl v roce 2005 ve filmu Das Lächeln der Tiefseefische, za který získal cenu Maxe Ophülse. Následovaly další filmy, včetně Wholetrain, Náš vůdce, Zkáza lodi Laconia a Rande naslepo.
V sezónách 1 až 3 hrál vedlejší roli v televizním seriálu Babylon Berlín.

## Filmografie
- 2006: Wholetrain
- 2006: Neandertal
- 2008: Náš vůdce
- 2008: 42 plus
- 2008: 1. Mai – Helden bei der Arbeit
- 2009: Krokodýlové z předměstí
- 2009: Kocour v botách
- 2010: Bis aufs Blut – Brüder auf Bewährung
- 2010: Utíkej, jestli to dokážeš
- 2010: Zkáza lodi Laconia
- 2011: Srdce mužů... a jedna opravdová láska
- 2011: Das System – Alles verstehen heißt alles verzeihen
- 2012: 3 Zimmer/Küche/Bad
- 2014: Místo činu – epizoda Alle meine Jungs
- 2014: Till Eulenspiegel
- 2015: 3 Türken & ein Baby
- 2015: Heil
- 2016: Rico a Oskar, ukradený kámen
- 2017: Rande naslepo
- 2017: Magical Mystery aneb Návrat Karla Schmidta
- 2017: Kupředu levá
- 2018: Fünf Freunde und das Tal der Dinosaurier
- 2019: Jen žena
- 2020: Má užasná Wanda
- 2021: Das Schwarze Quadrat